# 十三筋

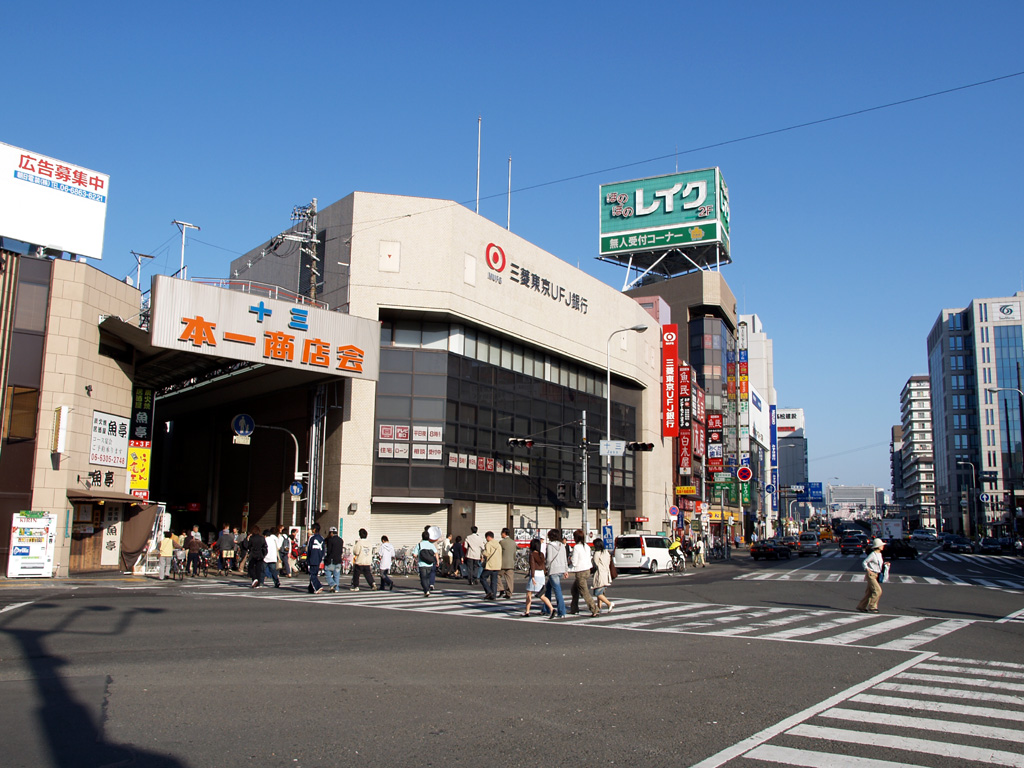
十三交差点から十三大橋、梅田方面の風景。奥に大阪駅のビルが霞んで見える。

十三筋（じゅうそうすじ）とは、大阪市内を南北に走る道路の一つ。

## 概要
区間は大阪市北区の大淀中1交差点から淀川区の神崎橋（兵庫県尼崎市との府県境）までで、国道176号・大阪府道41号大阪伊丹線のそれぞれ一部に当たる。ほぼ全線が片側2車線の計4車線道路で、淀川を渡る十三大橋とその前後の区間のみ南行き3車線・北行き1車線となっている。また十三交差点より神崎川方面は他の大阪市の道路と比べて1車線の幅が狭くなっていて、特に、山陽新幹線の高架線、北方貨物線を超える高架橋の区間がより狭くなっている。
なお国道176号が淀川を渡る橋は十三大橋以外にも新十三大橋があるが、新十三大橋は十三筋ではなく十三バイパスに指定されている。

## 沿線情報
北区
- 阪急中津駅
- 大阪シティバス中津営業所

淀川区
- 十三
- 阪急十三駅
- 武田薬品工業大阪工場
- 淀川郵便局
- アステラス製薬加島事業所
- JR加島駅
- 阪急バス加島出張所
- ヤマダ電機淀川店
- 田辺三菱製薬
- 神崎川（神崎橋）

## 接続する主な道
北区
- なにわ筋 - 大淀中一丁目交叉点
- あみだ池筋 - 中津南小学校西交叉点
- 国道176号（梅田方面） - 中津浜交叉点

淀川区
- 淀川通（大阪府道16号大阪高槻線） - 新北野交叉点
- 国道176号（豊中方面） - 十三交叉点
- 十三バイパス - 淀川郵便局前交叉点
- みてじま筋（大阪府道10号大阪池田線） - 加島交叉点

## 通過する路線バス
- 大阪シティバス
- 阪急バス
- 大阪バス(5系統・御堂筋線　※ホテルプラザオーサカ～大阪駅)
- 国際興業大阪（国際興業バス）